# Les Maîtres fous
Les Maîtres fous ("de galna mästarna") är en fransk dokumentärfilm från 1955 i regi av Jean Rouch. Den är inspelad i Accra och följer en ritual inom Haukarörelsen, där de svarta utövarna försätter sig i trans och i ett hänryckt sinnestillstånd imiterar kolonialmaktens militärceremonier.

## Mottagande
Haukarörelsens natur är omdebatterad bland antropologer och med detta även Rouchs skildring i Les Maîtres fous. En tolkning menar att rörelsens ritualer gick ut på att håna européerna och stjäla deras livskraft, och att rörelsen därför var genuint afrikansk. Bland andra James G. Ferguson har invänt emot detta och menar att rörelsen i huvudsak gick ut på att vinna status genom att anamma kulturella inslag från kolonialmakten. På grund av detta har filmen både fördömts av forna koloniala myndigheter för sin förvrängning av europeisk kultur, och anklagats för "exotisk rasism" av antikolonialister.